# Мехргон (продуктовый рынок)

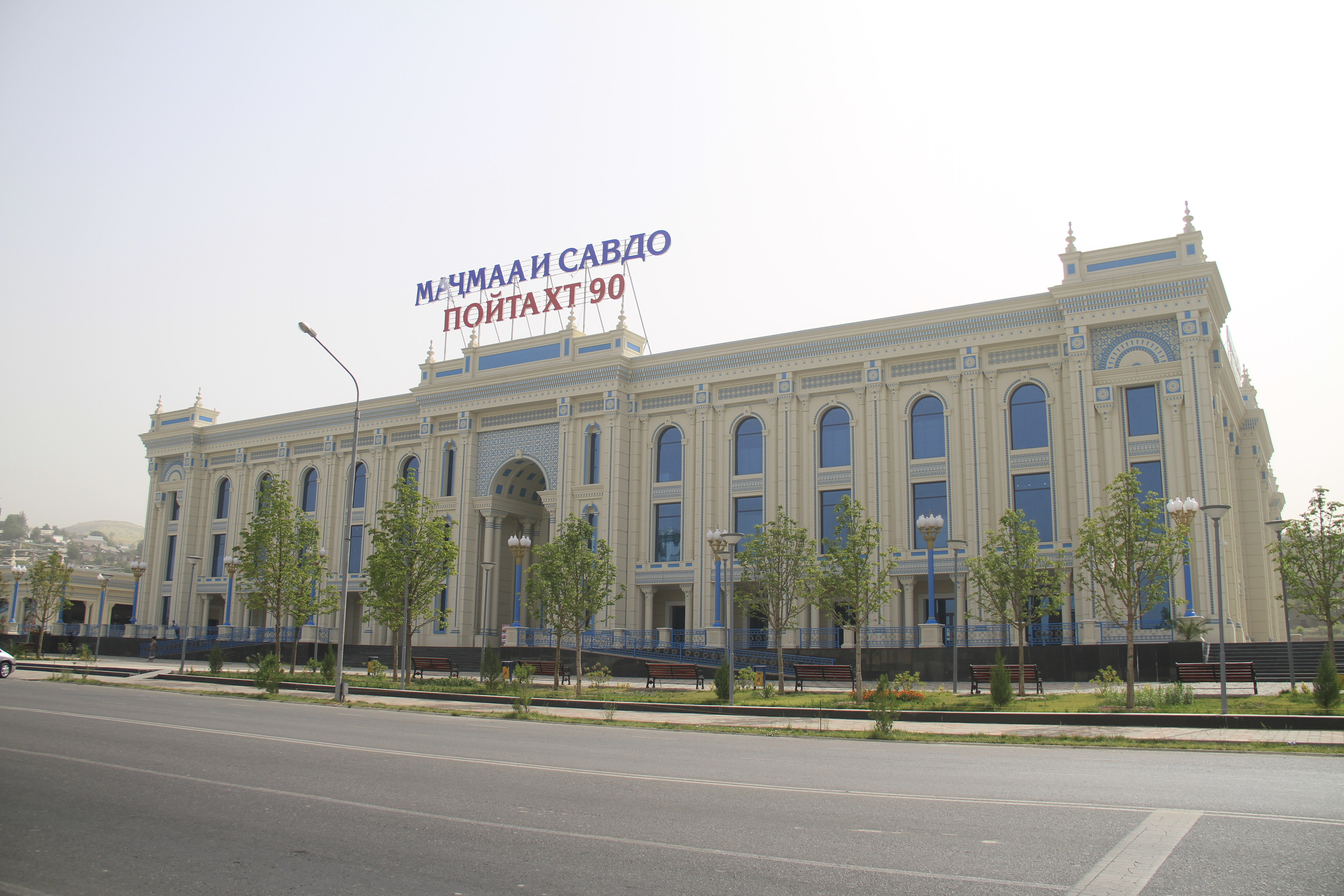
Мехргон (Пойтахт 90)

«Мехргон»  (тадж. Меҳргон; бывш. «Пойтахт 90») — продуктовый рынок (базар) в городе Душанбе, сдан в эксплуатацию в сентябре 2014 года. Общая площадь рынка составляет примерно 30 тыс. квадратных метров. Рынок построен строительной компанией «Строй комплекс» на сумму около 40 миллиона долларов США.

## Описание
В связи со сносом рынка Путовского («Баракат») в центре столицы Таджикистана и ликвидацией ещё одного продуктового рынка «Шохмансур», в конце 2017 года, на основе утверждённого Генерального плана реконструкции г. Душанбе, был построен рынок «Мехргон» на восточной окраине города Душанбе в махалле «Кухдоман». Общая площадь здания рынка составляет около 10 тыс. кв. метров. Здание состоит из 3-х этажей. 

## Галерея

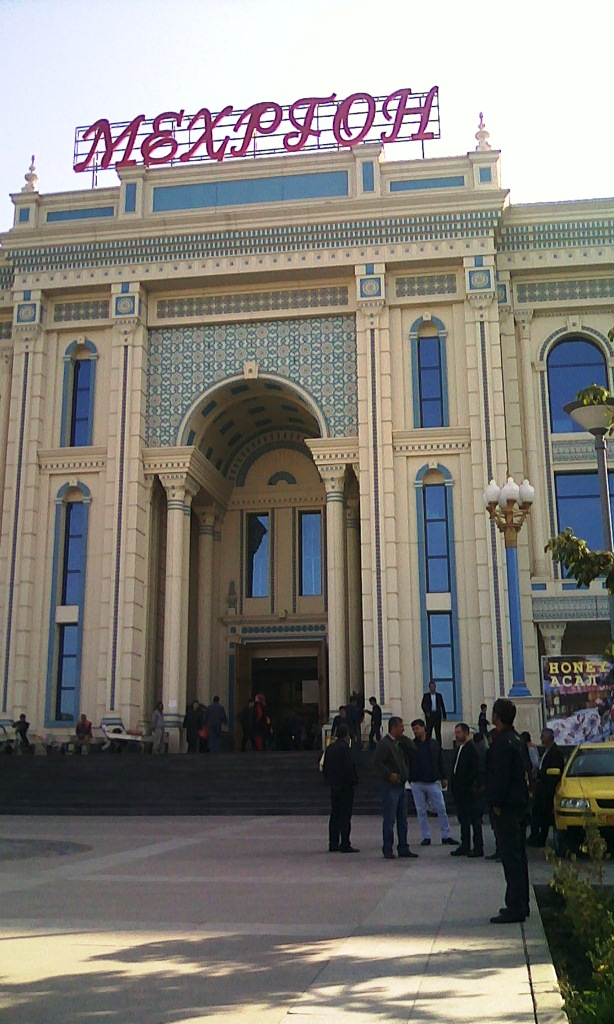
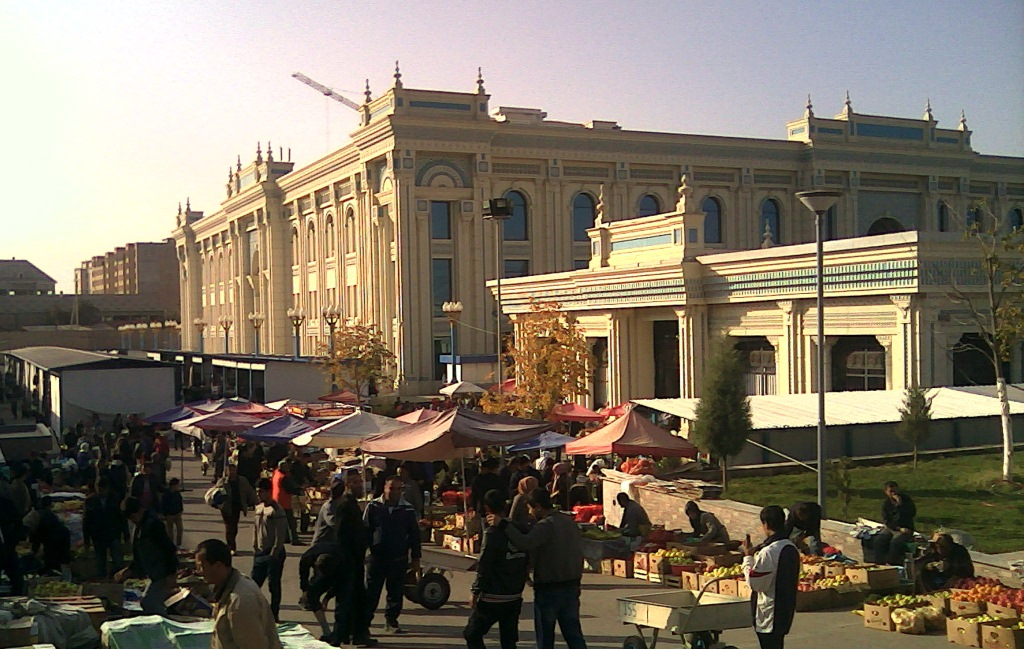
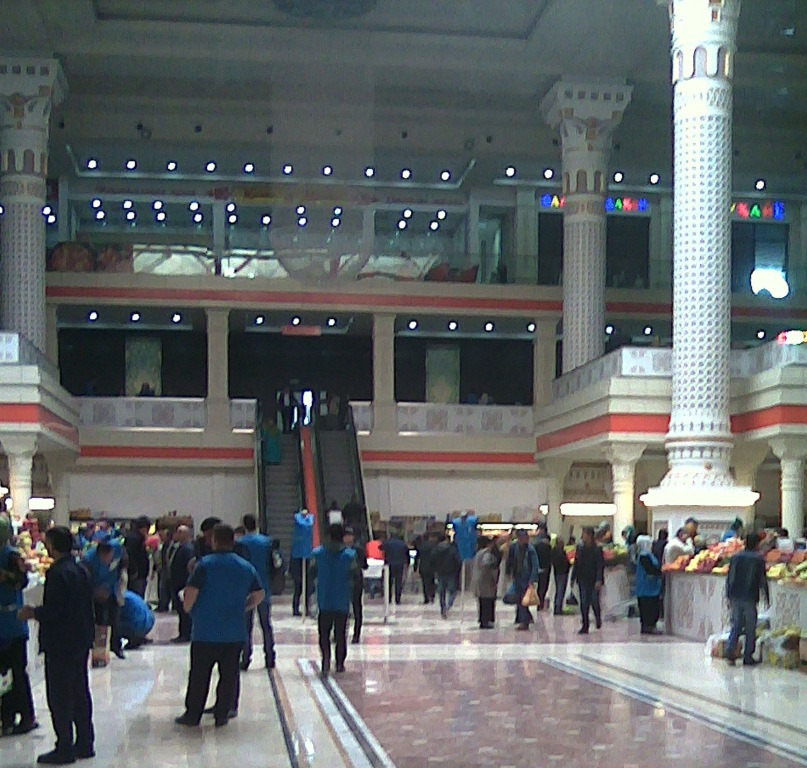
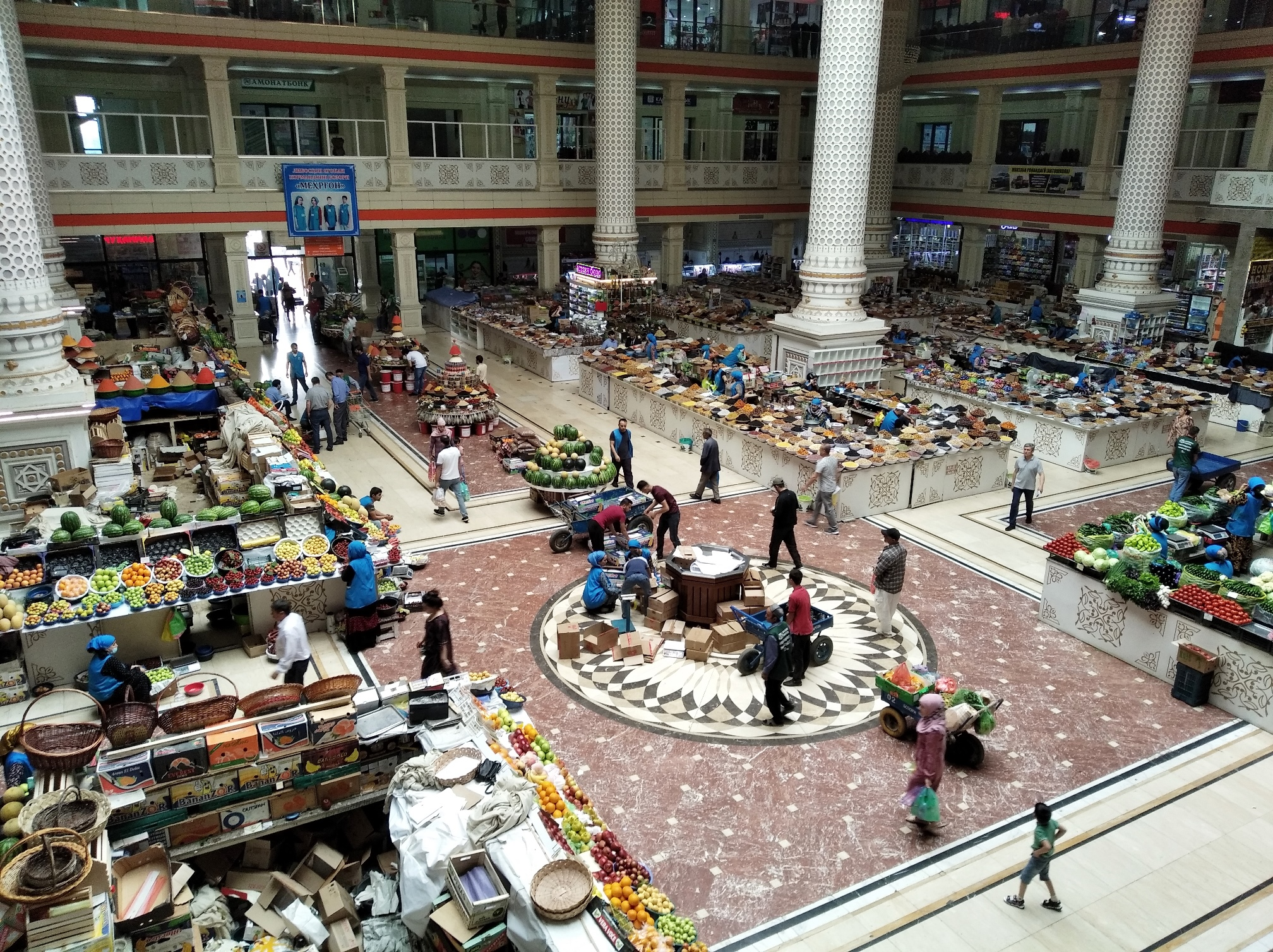
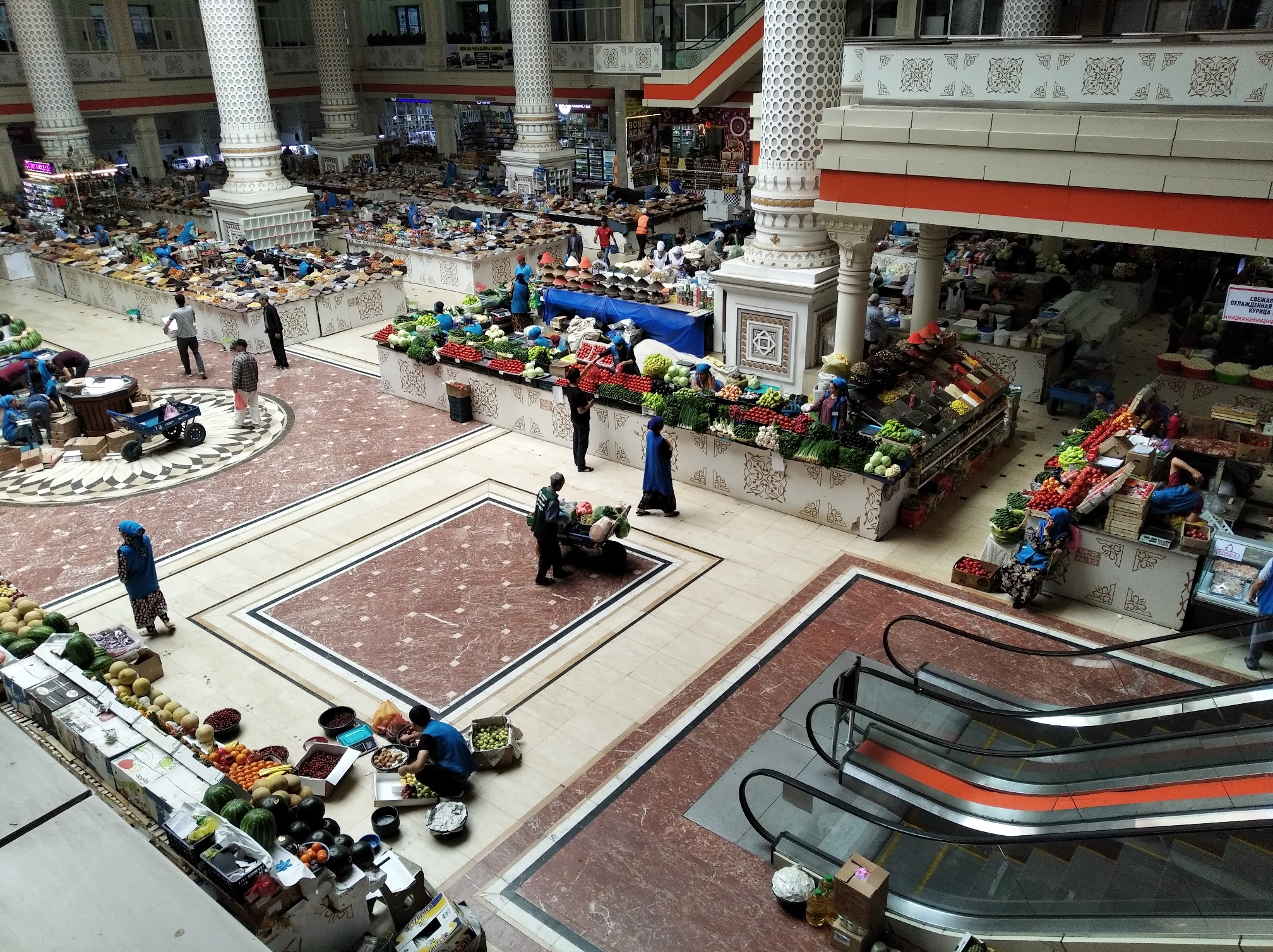
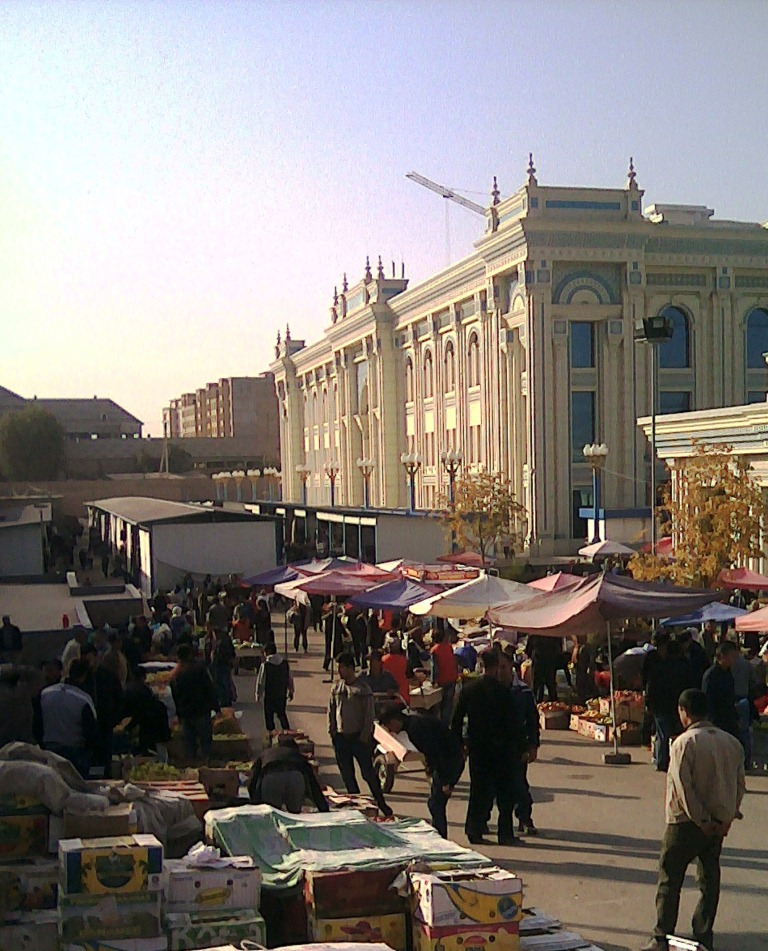